# Maurolicus mucronatus
Maurolicus mucronatus és una espècie de peix pertanyent a la família dels esternoptíquids.

## Descripció
- Fa 3,4 cm de llargària màxima.
- Nombre de vèrtebres: 30-32.[5][6]

## Hàbitat
És un peix marí, d'aigües fondes i batipelàgic.

## Distribució geogràfica
Es troba al mar Roig.

## Observacions
És inofensiu per als humans.